# Live in the UK
Live in the UK är ett livealbum av det tyska bandet Helloween som släpptes 1989.
"Live in the UK" hette albumet när det släpptes i Europa, "Keepers Live" i Japan, och "I Want Out Live" i USA. Alla utgåvorna hade samma låtar förutom i USA som saknade “Rise And Fall”.
Albumet var inspelat på Helloweens Pumpkins Fly Free turné från en konsert i Edinburgh 6 november 1988. "How Many Tears" var den enda låten sångaren Michael Kiske sjöng på konserten från deras första studioalbum "Walls of Jericho".

## Låtlista
1. A Little Time, 06:31 (Kiske)
2. Dr. Stein, 05:22 (Weikath)
3. Future World, 08:56 (Hansen)
4. Rise And Fall, 04:51 (Weikath)
5. We Got The Right, 06:07 (Kiske)
6. I Want Out, 05:44 (Hansen)
7. How Many Tears, 09:55 (Weikath)